# Piastowski Trakt Rowerowy
Piastowski Trakt Rowerowy – (PTR) (oznakowanie czarne ) turystyczny szlak rowerowy w Polsce, przebiega przez województwo wielkopolskie. Stanowi wariant rowerowy Szlaku Piastowskiego. Fragment szlaku od Poznania do Pobiedzisk był pierwszym oznakowanym szlakiem rowerowym w Wielkopolsce (został wytyczony w 1994) roku).
Prowadzi z Poznania przez Gruszczyn, Uzarzewo, Biskupice, Promno, Pobiedziska, Węglewo, Lednogórę, Dziekanowice, Żydówko, Rzegnowo, Braciszewo, Piekary, Gniezno, Strzyżewo Kościelne, Kozłowo, Rudki, Trzemeszno, Niewolno, Kruchowo, Wydartowo do wsi Izdby.
Szlak przebiega przez dwa parki krajobrazowe: Park Krajobrazowy Promno oraz Lednicki Park Krajobrazowy. 
Na trasie szlaku usytuowane są trzy Pomniki historii:
- Poznań – historyczny zespół miasta z Ostrowem Tumskim, Zagórzem, Chwaliszewem i lewobrzeżnym Starym Miastem lokacyjnym ze średniowiecznymi osadami podmiejskimi, a także Fortem Winiary,
- Ostrów Lednicki,
- Gniezno – bazylika archikatedralna Wniebowzięcia NMP i św. Wojciecha w Gnieźnie.

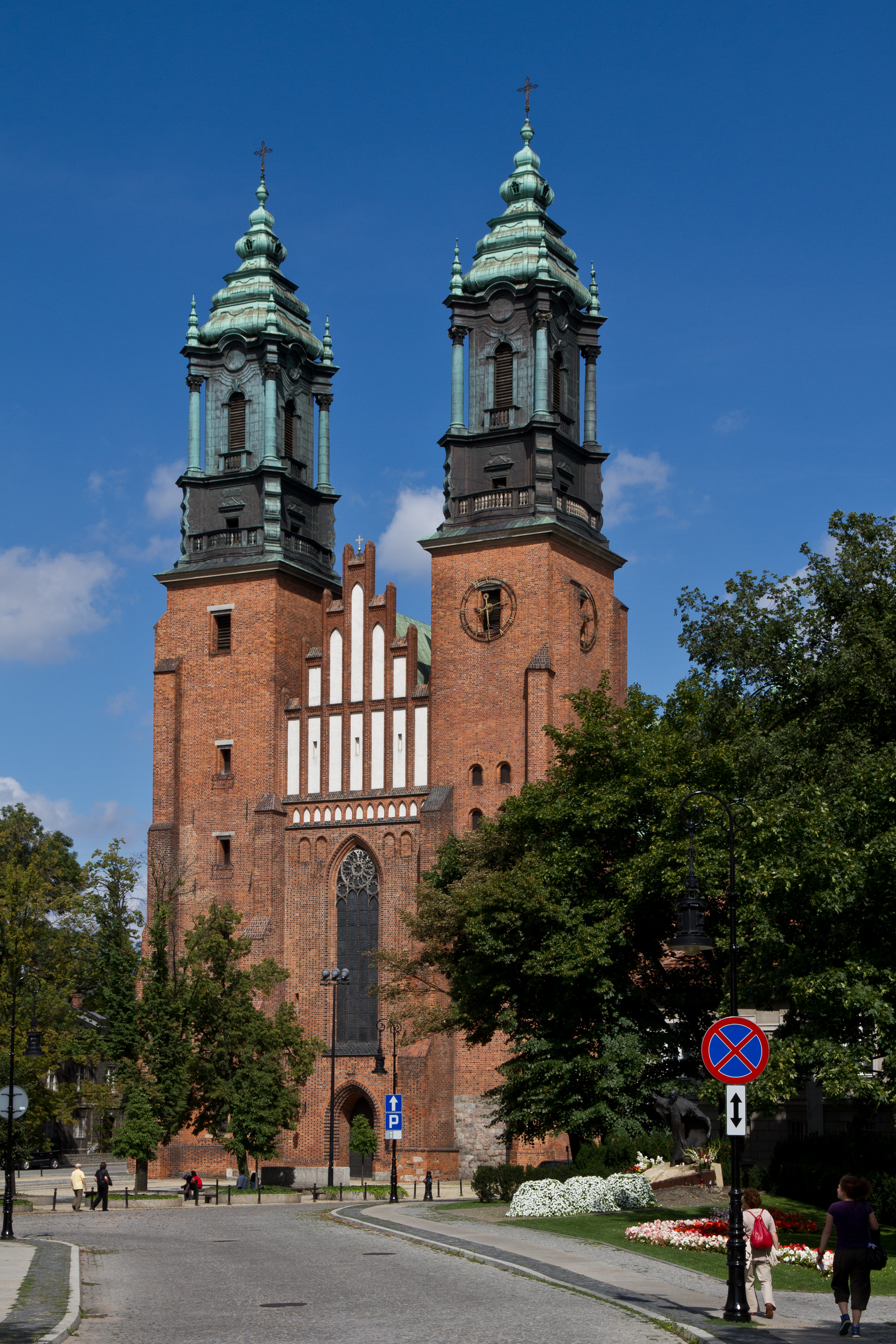
Poznań
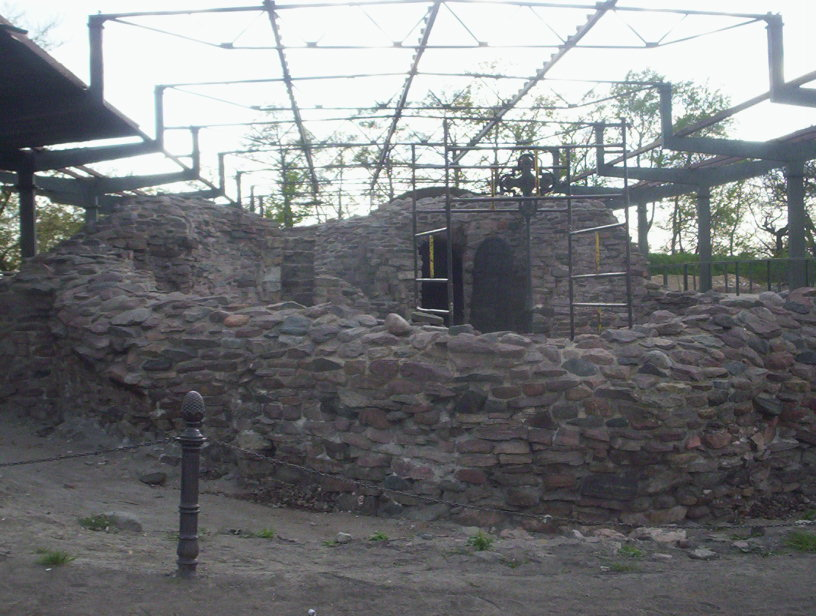
Ostrów Lednicki
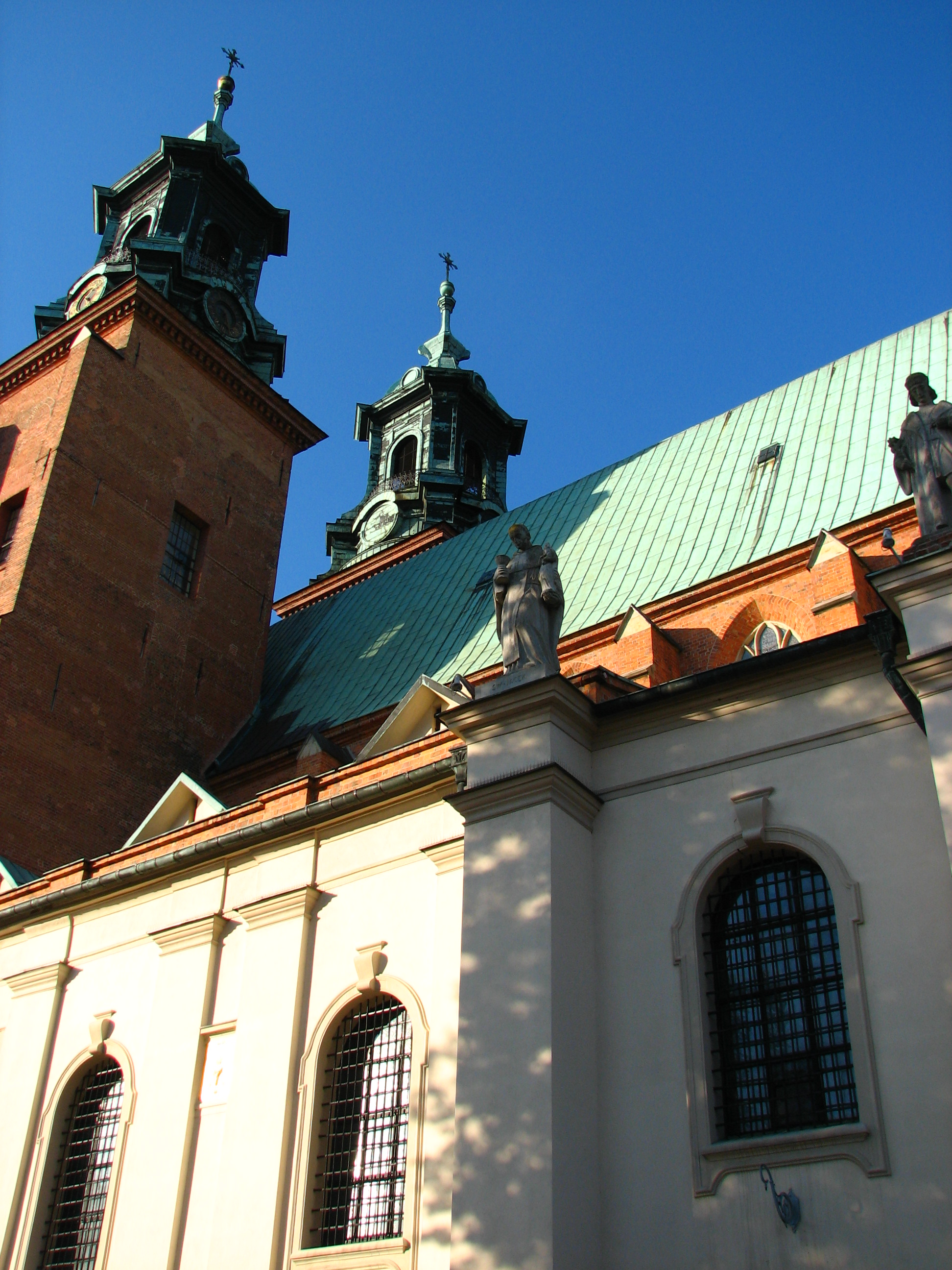
Gniezno
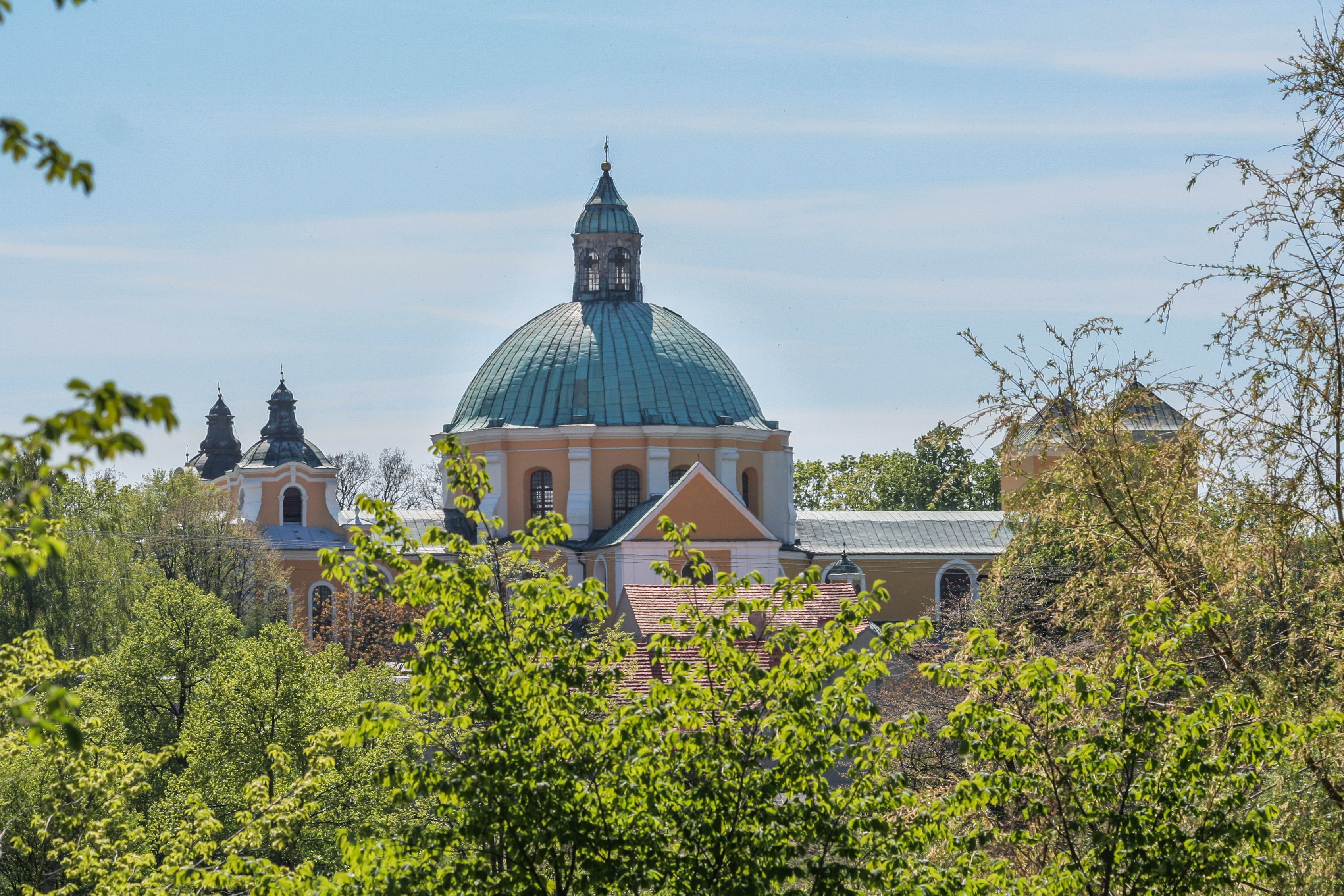
Trzemeszno